# Калантаров, Степан Исаевич
Степан Исаевич Калантаров (Калантарян, Калантарианц, Калантарьянц) (4 (16) ноября 1845 — 1925) — армянский и российский военный хирург, доктор медицины, прозектор Императорской военно-медицинской академии. Действительный статский советник.

## Биография
Родился в 1845 году в селе Айгеовит(бывшее Узунтала). Армяно-григорианского вероисповедания. В 1875 году окончил Императорскую медико-хирургическую академию.
В 1875 году в звании лекаря поступил на гражданскую службу в Военное ведомство. В 1881 году защитил диссертацию на соискание учёной степени доктора медицины «К патологической анатомии Plexus solaris et hypogastrici при перитоните и брюшном тифе» и был признан Конференцией Академии доктором медицины.
С 1885 года исправлял должность прозектора Императорской военно-медицинской академии, в 1891 году был утверждён в этой должности, состоял в ней по 1905 год. С 1889 года состоял приват-доцентом при кафедре оперативной хирургии и топографической анатомии. Не ранее 1 июня 1905 года и не позднее 25 марта 1906 года был произведён в действительные статские советники с одновременным увольнением от службы, с правом ношения мундира. В дальнейшем пребывал в статусе отставного чиновника.
В 1905 году проживал в Санкт-Петербурге по адресу: Нижегородская ул., 23.
Скончался в 1925 году и похоронен в родном селе.

## Возведение в потомственное дворянство
Определением Правительствующего сената 23 ноября 1900 года Степан Исаевич Калантарианц с его женой Марией Соломоновной и сыновьями Петром и Николаем признан в потомственном дворянстве с правом на внесение в третью часть Дворянской родословной книги по всемилостивейше пожалованному ему 6 декабря 1898 года ордену Святого Владимира 4-й степени. Герб Степана Калантарианца внесен в часть 17-ю Общего гербовника дворянских родов Российской империи, высочайше утверждённую 14 января 1904 года.

## Награды
- Орден Св. Станислава 2-й степени (1890).
- Орден Св. Анны 2-й степени (1895).
- Орден Св. Владимира 4-й степени (1898).

## Научные труды
- Калантариянц С. И. К патологической анатомии Plexus solaris et hypogastrici при перитоните и брюшном тифе : Дис. на степ. д-ра мед. Степана Калантарианца (Калантарова). — Санкт-Петербург : тип. Э. Арнгольда, 1881. — 32 с., 1 л. ил. ; 24 см. — Библиогр. в примеч[10].
- Калантариянц С. И. О сесамовидных костях в суставах стопы и кисти руки / [Соч.] Д-ра С. Калантарова. — Санкт-Петербург : тип. И. П. Вощинского, 1884. — 18 с. ; 21 см. — Библиогр. в прим[11].
- Калантариянц С. И. Перевязка бедренной артерии в гунтеровском канале in canali femoro-popliteo / [Соч.] прозектора и прив.-доц. при Каф. оператив. хирургии и топогр. анатомии Имп. Воен.-мед. акад. С. И. Калантариянца (Калантарова). — Санкт-Петербург : тип. В. Я. Мильштейна, 1903. — 15 с. ; 22 см. — Библиогр. в примеч[12].